# Джим

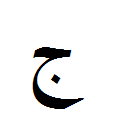
Ізольована форма літери

Джим (араб. جيم; джīм) — п'ята літера арабської абетки, позначає звуки [ʤ] (більшість діалектів) та [g] (єгипетський діалект).
В ізольованій та кінцевій позиціях джим має вигляд ﺝ; в серединній та початковій позиціях — ﺟ.
Джим належить до місячних літер.
Літері відповідає число 3.
В перській мові ця літера також має назву «джим» (перс. جيم), звучить як [d͡ʒ].

## В юнікоді
| Юнікод         | U+062C             |
| Ім'я в юнікоді | ARABIC LETTER JEEM |
| HTML           | &#1580;            |
| ISO 8859-6     | 0xcc               |